# Isomerida invicta
Isomerida invicta är en skalbaggsart som beskrevs av Maria Helena M. Galileo och Martins 1996. Isomerida invicta ingår i släktet Isomerida och familjen långhorningar. Inga underarter finns listade i Catalogue of Life.